# Ewald Zirbisegger
Ewald J. Zirbisegger (1956) è un allenatore di sci alpino ed ex sciatore alpino austriaco.

## Biografia
Specialista delle prove tecniche, Zirbisegger fece parte della nazionale austriaca per 12 anni e ai Campionati austriaci vinse la medaglia di bronzo nella combinata nel 1976 e nello slalom speciale nel 1978; non prese parte a rassegne olimpiche né ottenne piazzamenti in Coppa del Mondo o ai Campionati mondiali. Dopo il ritiro partecipò al circuito professionistico nordamericano (Pro Tour) e in seguito divenne allenatore capo della nazionale paralimpica statunitense.

## Palmarès

### Campionati austriaci
- 2 medaglie[1]:
  - 2 bronzi (combinata nel 1976; slalom speciale nel 1978)